# Pamphilius sylvaticus
Pamphilius sylvaticus är en stekelart som först beskrevs av Carl von Linné 1758.  Pamphilius sylvaticus ingår i släktet Pamphilius, och familjen spinnarsteklar. Arten är reproducerande i Sverige.